# 劍潭里
25°05′02″N 121°32′20″E / 25.084°N 121.539°E
劍潭里位於台灣台北市中山區北部，雞南山稜線以南，基隆河以北，大直橋以西，中山北路四段以東的範圍，面積廣達千公頃左右，屬於劍潭次分區的一部分。
劍潭里全區於日治時期原屬芝蘭一堡大直，1922年劃為臺北市大宮町。1946年原大宮町範圍設劍潭里。1962年取「潭明如鏡，里以潭勝」之意，自劍潭里劃出明勝里。1973年再從明勝里劃出福樂、康寧2里。1990年將劍潭里中山北路四段以西部分劃出併入明勝里，並與明勝、福樂、康寧3里一併改隸士林區，另於東側併入大直地區的崇實、培英2里，成為今日的轄區範圍。
1949年，國共內戰爆發，國府遷至台灣後，該里成為大台北地區之眷村聚集地之一，遷徙大量中國大陸新移民，至今該移民仍佔眷村成員六成左右。其中，中華民國前總統蔣經國、中華民國前副總統李元簇及如劉和謙等知名政治人物，其眷舍亦設於該里。
劍潭里因為包含部分劍潭風景區，佔地廣闊且風景優美。因此除劍潭山內圓山大飯店外，亦有中華民國空軍總司令部、中華民國海軍總司令部設立於此，台灣國防部亦於2014年自博愛特區遷徙至該里。
除此，因為山坡地形因素，劍潭里另一特色為佛道寺、神壇頗多，包含圓通巖、福正宮等十數家宗教建築。該等建築存廢及管理常引起部分媒體關注。除此，台北市政府設立的劍潭山親山步道大部分區域亦在該里。